# Хрватска демократска заједница
Хрватска демократска заједница (ХДЗ) је хрватска парламентарна политичка странка десног центра, конзервативно демохришћански усмерена. Придружена чланица је Европске народне партије (ЕПП).
Партија је формирана 1989. године као конзервативна десничарска странка. Дошла је на власт након првих вишестраначких избора у Хрватској 1990. године под вођством Фрање Туђмана. Ова Партија и њено име су блиско везане за савремену хрватску власт — како за Туђмана, тако и за његове сараднике из раног периода, попут бившег председника Стјепана Месића, и умеренијих наследника, попут бившег премијера Иве Санадера.
Партија је из свога чланства избацила двоје бивших председника партије, који су такође били и премијери Хрватске, Иву Санадера и Јадранку Косор.

## Политика
Иако је званично била странка десног центра, 90-их година је користила говор мржње, антисрпску, антикомунистичку и антијугословенску политику (чести изрази из тог времена били су „србокомунистички, југокомунистички, србочетнички, ..."). У таквој реторици често су се истицали поједини чланови, па и највише руководство странке. Такође, иако никад званично, делимично се амнестира усташки покрет, истичући жељу усташа за стварањем независне државе, а при томе се није помињала њихова издаја земље фашистичким снагама, као ни њихови злочини. Таквом се реториком покушавало добити симпатије дијаспоре.
Таква политика, која је почела готово од првог дана од доласка на власт у Хрватској 1990, настављена је и током рата, све до губитка власти 2000. године. Такође, тај период 90-их обележио је и период стварања тајкуна верних ХДЗ-овој власти, којима је омогућена пљачка хрватских предузећа за време приватизације.
Губитком власти почетком 2000. године и доласком Иве Санадера на врх странке почела је трансформација националистичке странке у модерну демохришћанску странку десног центра. Иако је и сам Иво Санадер још 2001. године организовао митинге по Хрватској (најпознатији је онај у Сплиту) на којима је отворено позивао народ на побуну због сарадње коалицијске власти са хашким судом на процесуирању ратних злочина на хрватској страни, доласком на власт 2003. године потпуно мења ставове и званичну политику.
Остварује пуну сарадњу са хашким судом, оптужене ратне злочинце избацује из странке, успоставља коалицију са Самосталном демократском српском странком, која се наставља и након победе на изборима 2007. године.
Странка је са својим партнерима ХСС-ом и ХСЛС-ом на локалним изборима 2009. године освојила власт у 13 жупанија и 69 градова. Тренутно има десет жупана. Има 57 градоначелника у градовима и 232 начелника у општинама. Странка с партнерима има већину у 14 жупанијских скупштина.
Против Странке, као правне особе, је отворена истрага УСКОК-а 25. новембра 2011. године у којој се Странка терети за проневеру 30 милиона куна. Николико дана касније Странци је блокирана имовина.

## Председници партије
1. Фрањо Туђман (17. јун 1989. — 10. децембар 1999)
2. Владимир Шекс, (в.д.[5]) (5. јануар 2000. — 30. април 2000)
3. Иво Санадер (30. април 2000. — 4. јул 2009)
4. Јадранка Косор (4. јул 2009. — 20. мај 2012)
5. Томислав Карамарко (21. мај 2012. — до 21. јуна 2016)
6. Андреј Пленковић (17. јули 2016. — до данас)